# Волнушка (приток Большого Созима)
Волнушка — река в России, протекает в Верхнекамском районе Кировской области. Устье реки находится в 2,1 км по правому берегу реки Большой Созим. Длина реки составляет 11 км.
Исток реки на Верхнекамской возвышенности в 7 км к западу от посёлка Лесной. Река течёт на юго-восток по ненаселённому лесу. Впадает в Большой Созим в 8 км к западу от посёлка Созимский.

## Данные водного реестра
По данным государственного водного реестра России, относится к Камскому бассейновому округу, водохозяйственный участок реки — Кама от истока до водомерного поста у села Бондюг, речной подбассейн реки — бассейны притоков Камы до впадения Белой. Речной бассейн реки — Кама.
Код объекта в государственном водном реестре — 10010100112111100000900.